# Třída Tátra
Třída Tátra byla nejmodernější třída torpédoborců Rakousko-uherského námořnictva z doby první světové války. Tvořilo ji celkem deset jednotek, postavených ve dvou skupinách (respektive třech, ale druhá skupina nebyla realizována), přičemž třetí skupina byla označená jako Ersatz Triglav (tj. náhrada za Triglav) a bývá někdy považována za samostatnou třídu.

## První skupina
První skupina, kterou tvořily jednotky Tátra, Balaton, Csepel, Lika, Triglav, Orjen, byla postavena v loděnici Danubius & Ganz v letech 1912–1914. Z těchto lodí byly za války ztraceny plavidla Triglav a Lika, které při nájezdu na Drač dne 29. prosince 1915, odkud se v té době evakuovaly poražené srbské jednotky, najely na minu. Lika se potopila okamžitě, zatímco Triglav se ostatní lodě pokusily odvléct a potopily ho až poté, co se na bojišti objevily mnohem silnější lodě Dohody.
Ostatní lodě musely být v roce 1920 předány Itálii. Zenson (ex Balaton) a Fassano (ex Tátra) byly vyřazeny v roce 1923, Muggia (ex Csepel) v roce 1929 ztroskotala a Pola (ex Orjen, od roku 1931 Zenson) byla vyřazena v roce 1937.

## Druhá skupina
Na první šestici mělo navázat dalších šest jednotek druhé skupiny, ale jejich stavba byla na počátku světové války zrušena.

## Třetí skupina
Pod vlivem ztrát utrpěných za světové války bylo roku 1916 přikročeno k realizaci třetí skupiny, kterou tvořila čtveřice Triglav II, Lika II, Dukla a Uzsok. Dvě z lodí nesly jména svých, mezitím ve válce ztracených, sesterských plavidel.
Po skončení války si i tato plavidla rozebraly země Dohody. Dukla připadla Francii, která loď pod názvem Matelot Leblanc používala do roku 1936. Triglav II, Lika II a Uzsok po válce připadly Itálii, které byly používány až do konce 30. let. Grado (ex Triglav II) byl vyřazen v roce 1937, zatímco Corttellazo (ex Lika II) a Monfalcone (ex Uzsok) v roce 1939.

## Konstrukce
Plavidla poháněly dvě parní turbíny typu AEG-Curtis, roztáčející dva lodní šrouby. Páru jim dodávalo šest kotlů Yarrow (z nichž čtyři používaly jako palivo naftu a dva mohly vedle nafty topit i uhlím). Výzbroj tvořily dva kanóny Škoda 100 mm o délce hlavně 50 ráží (stejné nesly i křižníky třídy Novara) rozmístěné po jednom na přídi a zádi, které doplňovalo šest 66mm kanónů umístěných po jednom po stranách trupu a jeden 7,8mm kulomet. Na zádi byly mezi komíny a zadním 100mm kanónem umístěny dva páry 450mm otočných torpédometů.